# The Christmas Note
The Christmas Note is een Amerikaanse kerstfilm uit 2015 van Terry Ingram.

## Verhaal
Na de verhuizing naar een nieuw huis, raakt een vrouw bevriend met haar buurvrouw en helpt haar bij het opsporen van een mysterieuze broer of zus die ze nooit gekend heeft.

## Rolverdeling
- Jamie-Lynn Sigler - Gretchen
- Leah Gibson - Melissa
- Lynda Boyd - Vivian
- Dylan Kingwell - Ethan
- Barclay Hope - Phil
- Nicola Cavendish - Betty
- Lochlyn Munro - Robert
- Zachary Gulka - Josh
- Greg Vaughan - Kyle
- Jeremy Guilbaut - Jason